# Deuxième guerre indo-pakistanaise
Guerre indo-pakistanaise
La deuxième guerre indo-pakistanaise (ou deuxième guerre du Cachemire) est un conflit armé qui a opposé l'Inde et le Pakistan en 1965.

## Historique
En août 1965, le Pakistan lance l'opération Gibraltar visant à infiltrer le territoire contesté du Jammu-et-Cachemire par des soldats déguisés en civils devant provoquer une révolte et mener des actes de sabotage. Cette opération fait suite au refus de l'Inde d'organiser le référendum prévu par l'ONU à la fin de la première guerre indo-pakistanaise. L'Inde considérait comme un plébiscite la décision de l'assemblée constituante librement élue du Cachemire du 17 août 1956 qui avait consacré le rattachement à l'Inde.
Les infiltrés sont cependant rapidement repérés par les autorités indiennes et, en réaction, les forces armées pakistanaises intensifient l'aide apportée aux mouvements de guérilla pro-pakistanaise. Cela entraine des affrontements de plus en plus violents à la frontière indo-pakistanaise.
Le 16 août, les forces armées indiennes ferment la frontière avant d'occuper trois postes pakistanais sur une route du Kargil. Le 22 août, l'armée pakistanaise fait une incursion dans le Cachemire indien. Le 28 août, après plusieurs avertissements de l'Inde demandant l'arrêt du soutien à la guérilla, ses troupes s'emparent du col de Haji Pir, dans la partie du Cachemire sous administration pakistanaise, qui constitue la principale voie d'infiltration vers le Cachemire indien.
Le Pakistan lance une contre-attaque le 1er septembre (opération Grand Slam) destinée à prendre le contrôle de la ville d'Akhnoor (près de Jammu), avec notamment un régiment de chars de combat M48 Patton. Sur le chemin le Pakistan prend la ville de Chumb (en), mais ne parvient plus à avancer. En réponse à cette contre-attaque, l'Inde franchit la frontière le 6 septembre et marche en direction de Lahore. Mais les forces indiennes sont repoussées par les forces pakistanaises peu après, aux portes de la ville et de son aéroport. De même, l'armée pakistanaise lance des offensives dans le Pendjab indien, dont à Khemkaran, en vue d'atteindre Amritsar.

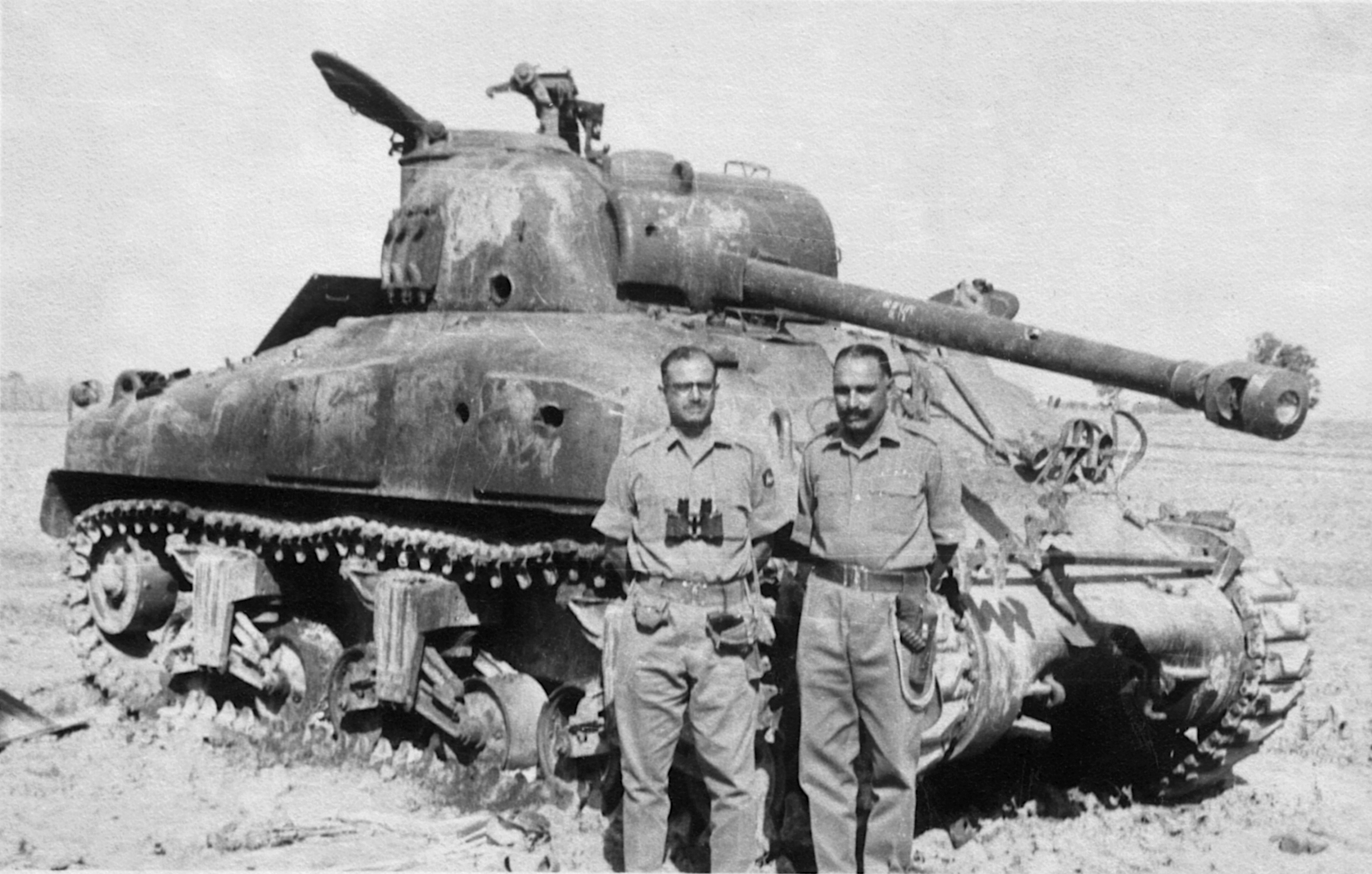
Un Sherman pakistanais capturé par les troupes indiennes

Le 8 septembre 1965, les hostilités au Rajasthan commencent quand les Pakistan Desert Force et les milices Hurs entament des raids sur les troupes indiennes.
Le Pakistan lance une grande offensive qui est un succès :
- les forts de Kishangarh et de Ghotaro tombent ;
- le poste stratégique de Munabao tombe, ainsi que de nombreuses bases indiennes.

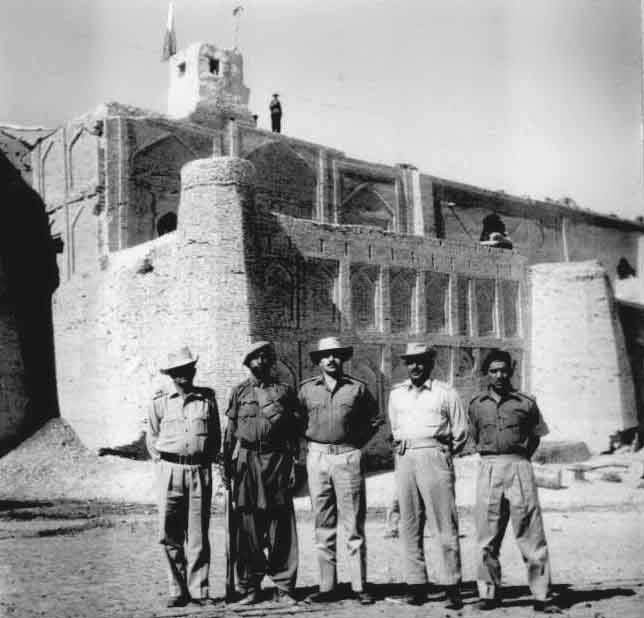
Des troupes pakistanaises au fort de Kishangarh

À la mi-septembre, le conflit a fait plus de 3 000 morts côté indien et près de 4 000 du côté pakistanais. L'Inde occupe 700 km2 de territoire pakistanais (au Cachemire et au Pendjab, autour des villes de Sialkot et de Lahore) et le Pakistan 1 250 km2 de territoire indien (au Rajasthan et dans le secteur de Chumb (en) au Cachemire).
La tension internationale monte alors que la Chine menace d'intervenir contre l'Inde et que les États-Unis déclarent qu'ils s'opposeront à une telle intervention.
Le 22 septembre, le Conseil de sécurité des Nations unies vote une résolution exigeant l'arrêt des combats, et le conflit s'arrête le lendemain même. Sous l'égide de l'URSS, les deux pays signent un accord stipulant le retrait des troupes en vue d'un retour aux frontières précédentes, qui doit être effectif au plus tard fin février 1966.
Le Cachemire est encore en 2024 un territoire disputé, foyer de troubles constants dans le sous-continent. Le Pakistan continue de militer pour l'organisation du référendum et s'engage à respecter les aspirations des Cachemiris, l'Inde refuse ce référendum, considérant le Cachemire comme une partie intégrante de son territoire.